# Аарон Бупендза
Аарон Бупендза (фр. Aaron Salem Boupendza Pozzi; 7 серпня 1996 , Моанда — 16 квітня 2025, Ханчжоу) — габонський футболіст, що грав на позиції нападника за американський клуб «Цинциннаті» і національну збірну Габону.

## Клубна кар'єра
У дорослому футболі дебютував 2015 року виступами за команду «Мунана» з рідного міста, в якій провів два сезони.
У серпні 2016 року Бупендза підписав контракт з клубом Ліги 1 «Бордо» але виступав за резервну команду в Національному чемпіонаті 3.
У серпні 2017 року Аарон на правах оренди перейшов до команди «По».
19 липня 2018 нападник також на правах оренди захищає кольори клубу «Газелек», а у грудні перейшов до іншого французького клубу «Туру».
Сезон 2019–20 габонець провів у португальський команді «Фейренсі».
Влітку 2020 Аарон перейшов до турецького клубу «Хатайспор». 29 грудня 2020 у матчі проти «Антальяспор» відзначився покером.
У серпні 2021 року Бупендза перейшов до клубу «Аль-Арабі» (Доха).
У серпні 2022 року підписав контракт з командою «Аш-Шабаб» (Ер-Ріяд).
З червня 2023 року захищавк ольори клубу «Цинциннаті».
У вересні 2024 року Аарон уклав угоду з клубом «Рапід» Бухарест.
Останньої командою в кар'єрі гравця стала китайська комнда «Чжецзян», за який Бупендза відіграв шість матчів.

## Виступи за збірну
10 січня 2016 Бупендза дебютував у товариському матчі проти Уганди. 20 січня 2016 забив дебютний гол у програній грі 1–2 збірній Руанді.

### Голи у складі збірної
| No | Дата              | Місце проведення    | Суперник          | Гол | Результат | Турнір                                       |
| -- | ----------------- | ------------------- | ----------------- | --- | --------- | -------------------------------------------- |
| 1. | 20 січня 2016     | Кігалі, Руанда      | Руанда            | 1–2 | 1–2       | Чемпіонат африканських націй 2016            |
| 2. | 15 жовтня 2019    | Танжер, Марокко     | Марокко           | 1–0 | 3–2       | Товариський матч                             |
| 3. | 17 листопада 2019 | Франсвіль, Габон    | Ангола            | 1–0 | 2–1       | Кубок африканських націй 2021 (кваліфікація) |
| 4. | 25 березня 2021   | Франсвіль, Габон    | ДР Конго          | 1–0 | 3–0       | Кубок африканських націй 2021 (кваліфікація) |
| 5. | 10 січня 2022     | Яунде, Камерун      | Коморські Острови | 1–0 | 1–0       | Кубок африканських націй 2021                |
| 6. | 17 листопада 2022 | Анталія, Туреччина  | Гвінея-Бісау      | 1–0 | 3–1       | Товариський матч                             |
| 7. | 17 листопада 2022 | Анталія, Туреччина  | Гвінея-Бісау      | 2–1 | 3–1       | Товариський матч                             |
| 8. | 17 жовтня 2023    | Алгарве, Португалія | Гвінея            | 1–0 | 1–1       | Товариський матч                             |

## Смерть
Аарон помер 16 квітня 2025 року, випавши з 11-го поверху будівлі в Китаї.

## Титули і досягнення
- Найкращий бомбардир Чемпіонату Туреччини (1):

Хатайспор: 2020-21
- Цинциннаті (1):

Supporters' Shield: 2023